# Giorgio Anglesio
Giorgio Anglesio (Turín, 13 de abril de 1922-Rocca Canavese, 24 de julio de 2007) fue un deportista italiano que compitió en esgrima, especialista en la modalidad de espada.
Participó en los Juegos Olímpicos de Melbourne 1956, obteniendo una medalla de oro en la prueba por equipos. Ganó seis medallas de oro en el Campeonato Mundial de Esgrima entre los años 1950 y 1957.

## Palmarés internacional
| Juegos Olímpicos   | Juegos Olímpicos        | Juegos Olímpicos | Juegos Olímpicos   |
| Año                | Lugar                   | Medalla          | Prueba             |
| ------------------ | ----------------------- | ---------------- | ------------------ |
| 1956               | Melbourne (Australia)   | Medalla de oro   | Espada por equipos |
| Campeonato Mundial |                         |                  |                    |
| Año                | Lugar                   | Medalla          | Prueba             |
| 1950               | Montecarlo (Mónaco)     | Medalla de oro   | Espada por equipos |
| 1953               | Bruselas (Bélgica)      | Medalla de oro   | Espada por equipos |
| 1954               | Luxemburgo (Luxemburgo) | Medalla de oro   | Espada por equipos |
| 1955               | Roma (Italia)           | Medalla de oro   | Espada individual  |
| 1955               | Roma (Italia)           | Medalla de oro   | Espada por equipos |
| 1957               | París (Francia)         | Medalla de oro   | Espada por equipos |